# 大扎希爾齊
50°22′0″N 25°39′28″E / 50.36667°N 25.65778°E
大扎希爾齊（烏克蘭語：Великі Загірці），是烏克蘭的村落，位於該國西北部羅夫諾州，由杜布諾區塔拉卡尼夫市镇負責管轄，面積0.98平方公里，海拔高度212米，2001年人口197，人口密度每平方公里200.6人。